# Campodorus nigriventris
Campodorus nigriventris là một loài tò vò trong họ Ichneumonidae.